# MiniScribe

Logo

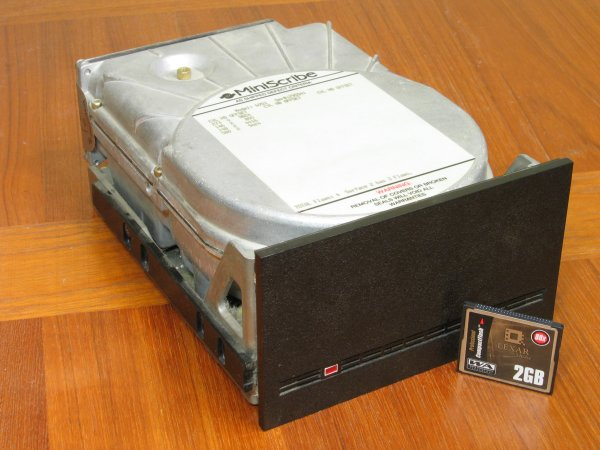
Eine 44MB MiniScribe-Festplatte im Vergleich zu einer modernen CF-Speicherkarte

MiniScribe Corporation war ein US-amerikanischer ansässiger Hersteller von Massenspeichermedien mit Sitz in Longmont, Colorado, der 1980 von Terry Johnson gegründet wurde.
Der Hersteller wurde in den 1980er Jahren für seine günstigen Schrittmotor-basierten Laufwerke bekannt und profilierte sich als einer der führenden Anbieter in dieser Branche. Nachdem das Management die Lagerbestände über mehrere Jahre hinweg falsch verbucht und die Bilanzprüfer bewusst in die Irre geführt hatte, wurde das Unternehmen 1990 insolvent. Der Untergang der MiniScribe Corporation stellte einen der ersten größeren Skandale in der Computerindustrie dar.

## Anfänge
Den ersten Erfolg erreichte MiniScribe mit einer 10-Megabyte-Festplatte, die verhältnismäßig günstiger als die Modelle von Seagate und anderen großen Herstellern war. Zu dieser Zeit wurde in den meisten Laufwerken ein hochfrequenter Schrittmotor verwendet, dessen einfache Aufgabe darin bestand, die Schreib-/Leseköpfe hin und her zu bewegen. Die bisher eingesetzten Motoren erreichten mit jeder Umdrehung 400 Schritte. Die MiniScribe-Ingenieure stellten fest, dass man die Herstellungskosten senken könnte, indem man Motoren einsetzte, die nur 200 Schritte pro Umdrehung erreichten. Allerdings schlug sich der Einsatz solcher Motoren in der Leistung der Laufwerke nieder; bei den ersten Laufwerken betrug die Zugriffszeit 100 Millisekunden (im Vergleich dazu waren es bei Seagates Laufwerken zu dieser Zeit 85 Millisekunden). Aufgrund der verhältnismäßig langsamen Leistung der Laufwerke hatten diese eine höhere Lebenserwartung.
Bis 1987 konnte Miniscribe ihre Laufwerke weiter perfektionieren, bis sie mit Seagates ST-225-Serie mithalten konnten. Außerdem begann man mit der Herstellung von Hochleistunglaufwerken, die für ESDI-, ATA- und SCSI-Schnittstellen gedacht waren. Das Unternehmen entwickelte außerdem die Laufwerke 8051 und 7080, die zur Steuerung der Schreib-/Leseköpfe über einen digital angesteuerten Motor verfügten.

## Weiteres
Zum Neujahr 1990 gab MiniScribe Corporation ihren Bankrott bekannt und, dass das Unternehmen zum Verkauf stünde. Im April wurde das Unternehmen von der Maxtor Corporation aufgekauft und in Maxtor Colorado Corporation umbenannt.